# Le Récif de corail
Pour l’article homonyme, voir Récif corallien.
Pour plus de détails, voir Fiche technique et Distribution.
Le Récif de corail est un film français de Maurice Gleize sorti en 1939. Longtemps considéré comme perdu, des bobines du film ont été retrouvées en 2002 à la Cinémathèque de Belgrade, puis restaurées en coordination avec les Archives du film–Centre national de la cinématographie.

## Synopsis
À Brisbane en Australie, Ted Lennard a tué un vieux truand au cours d'une bagarre. Recherché par la police, il réussit à embarquer sur le Portland, un cargo qui part pour le Mexique. En chemin, le bateau fait escale sur un récif de corail, l'île paradisiaque de Togobu, où vit un misanthrope britannique qui y a trouvé le bonheur et lui propose de rester. Ted continue cependant sa route vers le Mexique. Accusé à tort d'avoir volé l'argent du capitaine, il est empêché de débarquer. Lorsqu'il est enfin disculpé, le bateau est de retour à Brisbane. Se croyant toujours pourchassé, il poursuit sa fuite vers une autre ville, travaille dans une usine. Au café, il voit arriver Abboy, le policier qui le recherchait, et s'enfuit de nouveau. Il arrive à un chalet en pleine nature, au bord d'une rivière, où il rencontre Lilian White, une jeune femme qui vit à l'écart du monde. Ils s'apprivoisent peu à peu. Ted caresse l'idée de partir avec elle vers le récif de corail pour y commencer une nouvelle vie. Mais arrive Abboy, qui lui apprend qu'il n'est plus recherché, mais qu'il vient pour arrêter Lilian qui a elle aussi commis un meurtre. Lilian s'enfuit vers la ville voisine où sévit une grave épidémie d'« influenza ». Elle tombe malade. Ted la retrouve et Abboy aussi. Ce dernier use de son autorité pour qu'elle soit soignée. Ted travaille et peut acheter deux billets de train pour Brisbane. Guérie, Lilian reprend espoir mais Abboy réapparaît en ville. Ted et Lilian se déclarent leur amour. Ils réussissent à atteindre Brisbane et s'apprêtent à embarquer sur le Portland vers Togobu. Abboy est sur le quai, au pied de la passerelle ; il décide de les laisser partir, déclarant Lilian morte dans l'épidémie.

## Fiche technique
- Titre : Le Récif de corail
- Réalisation : Maurice Gleize, assisté de Pierre Prévert
- Scénario : Charles Spaak d'après le roman éponyme de Jean Martet
- Photographie : Jules Krüger
- Montage : Victor de Fast
- Son : Erich Leistner
- Décors : Anton Weber
- Costumes : Lou Tchimoukov
- Musique : Henri Tomasi
- Production : Raoul Ploquin et W. Schmidt
- Société de production : UFA
- Sociétés de distribution : Alliance cinématographique européenne
- Pays :  France
- Langue : français
- Format :  Noir et blanc -  35 mm - 1,37:1 -  Son mono
- Durée: 95 minutes
- Genre : Drame
- Date de sortie : 
  - France : 1er mars 1939 ou 2 mars 1939 (Source Musée Jean Gabin à Mériel)
- Affiche : Roger Rojac (France)

## Distribution
- Jean Gabin : Ted « Trott » Lennard
- Michèle Morgan : Lilian White
- Pierre Renoir : Abboy
- Saturnin Fabre : Hobson
- Gina Manès : Maria
- Jenny Burnay : Anna
- René Bergeron : Jim
- Louis Florencie : Jolife
- Julien Carette : Havelock
- Anthony Gildès : Le père Newton
- Roger Legris : Johnson
- Guillaume de Sax : Springbett
- Gaston Modot : le colonel mexicain
- Ky Duyen : Black
- Lucas Denny : un chef mexicain
- Jean Diener : un médecin
- Pierre Magnier : un médecin
- André Siméon : le patron du bar
- Yves Deniaud : le vendeur du bazar
- Raymond Bussières : un infirmier
- Léonce Corne : le docteur à la carriole
- Marcel Duhamel : un docteur

## Production
Le tournage du film a eu lieu en Allemagne[réf. nécessaire].

## Sortie en DVD
Le film est sorti en DVD le 12 mai 2004  dans un coffret édité par MK2 et comprenant Remorques (1941) de Jean Grémillon et Pour un soir (1931) de Jean Godard.